# Contratto indiretto
Il contratto indiretto è un tipo di contratto, stipulato tra le parti, per realizzare interessi differenti da quelli corrispondenti alla sua causa. Un esempio è la vendita di un bene per una somma irrisoria, con la quale le parti vogliono, in realtà, effettuare una donazione.
Questo tipo di contratto è simile al contratto fiduciario per quanto riguarda la validità: esso, infatti, è nullo se contrario alle norme di legge.